# Antonia Bird
Antonia Jane Bird, född 27 maj 1951 i Kensington, London, död 24 oktober 2013 i London, var en brittisk film- och TV-regissör.
Bird är bland annat känd för att ha regisserat långfilmerna Priest och Ravenous (1999). Priest utsågs till bästa film vid Filmfestivalen i Berlin 1995. Antonia Bird inledde sin karriär som teaterchef på Royal Court Theatre i London innan hon gick över till att regissera avsnitt av TV-serierna EastEnders och Casualty. Bird arbetade ofta med skådespelaren Robert Carlyle. Hon vann två BAFTAs, 1993 för TV-filmen Safe och 2000 för Care.
Antonia Bird dog 2013.

## Filmografi i urval
- 1991 – En kvinnas kärlek
- 1992 – Kommissarie Morse – Dömd till varje pris
- 1993 – Det är lugnt
- 1994 – Priest
- 1995 – Mad Love
- 1997 – Face
- 1999 – Ravenous
- 2000 – Care